# Den Pobedy
Den Pobedy, em russo День Победы, é uma famosa canção soviética, que relata as lembranças do dia em que o Exército Vermelho conquistou a cidade alemã de Berlim, dando fim à Grande Guerra Patriótica. Composta por David Tukhmanov e com letra de Vladimir Kharitonov, a canção figura entre as mais populares do vasto repertório de músicas russas dedicadas à Segunda Guerra Mundial. Destaca-se por suas entonações alegres de marcha e por ter sido escrita trinta anos após o fim do conflito. Segundo Kharitonov, veterano letrista, “a canção parece ter feito o tempo voltar. Embora escrita três décadas depois da guerra, agora parece que foi essa canção que nos ajudou a alcançar a vitória”. Hoje, é um símbolo essencial nas celebrações de 9 de maio, o Dia da Vitória, não só na Rússia, mas também nos países da CEI, sendo frequentemente executada em forma de marcha solene por bandas militares.
A canção nasceu da colaboração entre Kharitonov, que havia vivido a guerra, e o jovem compositor Tukhmanov, a convite do governo soviético, que organizava um concurso musical em 1975 para marcar os 30 anos da vitória. Apesar do entusiasmo dos autores, a obra não agradou aos jurados, que consideraram a melodia flexível demais e o poema pouco emocional e distante do tema proposto. Desiludidos, os autores abandonaram a ideia de promover a canção, mas ela começou a circular entre alguns músicos e cantores que enxergaram seu potencial.
A virada aconteceu quando Lev Leschenko, na época ainda pouco conhecido, decidiu interpretar a música durante uma apresentação no Palácio Estatal do Kremlin, durante o Dia da Militsiya. Inicialmente desencorajado a cantar a canção, sua performance foi tão impactante que a plateia pediu repetidas apresentações. A canção rapidamente ganhou espaço nas comemorações do Dia da Vitória, sendo interpretada anualmente e tornando-se parte central das festividades.
O então líder soviético Leonid Brejnev gostou tanto da canção que chegou a dizer a Kharitonov: “As pessoas devem sempre cantar esta canção, mesmo após quando já estivermos partido”. Essa previsão se concretizou. Mesmo após a morte de seus criadores, Den Pobedy continua a ser interpretada em diversos eventos todos os anos, especialmente nas celebrações de 9 de maio, reafirmando seu lugar como um dos hinos mais marcantes da memória coletiva soviética e pós-soviética sobre a Segunda Guerra Mundial.

## História

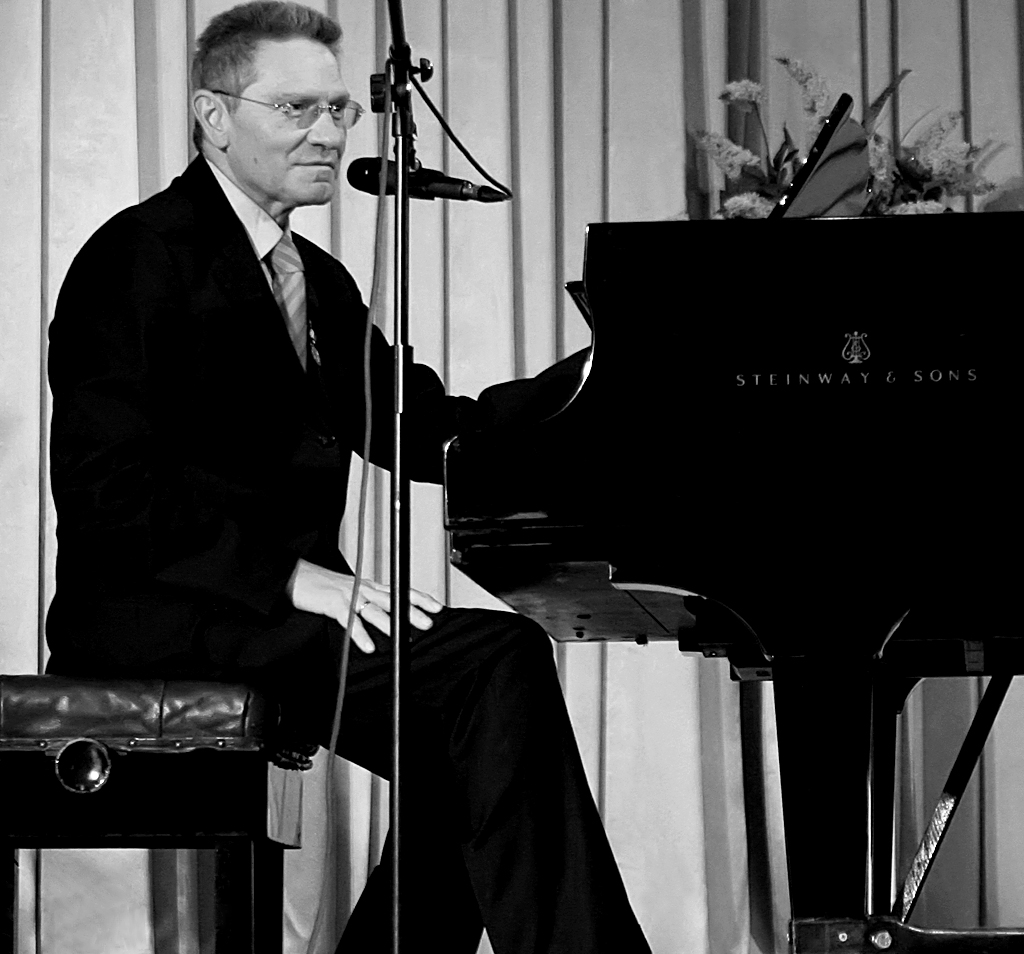
David Tukhmanov em 2007

Em março de 1975, o poeta Vladimir Kharitonov procurou David Tukhmanov com a proposta de criar uma canção dedicada à Grande Guerra Patriótica. Naquele momento, o país se preparava para celebrar o 30.º aniversário da Grande Vitória, e a União dos Compositores da URSS havia lançado um concurso para escolher a melhor música sobre a guerra.
Poucos dias antes do fim do prazo, Kharitonov entregou seus versos a Tukhmanov, que compôs rapidamente a melodia. A canção foi apresentada na última audição do concurso, interpretada por Tatiana Sashko, esposa de Tukhmanov, poetisa e cantora. No entanto, "Den Pobedy" não recebeu nenhuma premiação. A apresentação provocou reações negativas e intensas entre os jurados mais velhos, que criticaram duramente a obra. Logo essas críticas chegaram ao Comitê Estatal de Rádio e Televisão (GosTeleradio).
Segundo o relato de Iúri Konstantinovitch Zakharov, um dos fundadores do conjunto vocal-instrumental Leisia, Pessnia, em março de 1975, David Tukhmanov apresentou a partitura com esboços da canção “Den Pobedy” ao grupo. A obra foi então finalizada junto aos músicos e, ainda em março, gravada no “Dom Rádio” de Moscou. Em maio de 1975, a canção finalmente foi ao ar, transmitida por uma estação de rádio soviética na voz do conjunto Leisia, Pessnia, marcando assim o início de sua trajetória rumo à consagração popular.
Mais ou menos na mesma época, Lev Leschenko também descobriu a canção Den Pobedy. Segundo ele próprio recorda, um dos editores da revista Iunost o abordou dizendo que havia uma boa música que fora rejeitada pelo conselho artístico. Leschenko quis saber quem a havia gravado e soube que era Tatiana Sashko, esposa de David Tukhmanov. Sem sequer conversar com o compositor, pegou a partitura e decidiu levá-la consigo em uma viagem. Durante o trajeto, músicos da gravadora Melodia fizeram um arranjo leve, e ele resolveu testá-la. A estreia aconteceu no final de abril de 1975, em Alma-Ata, e a reação do público foi intensa e entusiasmada.
De acordo com testemunhas da época, a recepção inicial negativa estava ligada tanto à música quanto ao perfil de seu autor. O poeta Kharitonov era um veterano de guerra, respeitado, com canções compostas desde os anos 1950 por nomes consagrados como Anatoli Novikov e Vano Muradeli. Já Tukhmanov era um jovem compositor, conhecido principalmente por músicas populares e sucessos da música ligeira soviética. A política musical do país era ditada pelo conservadorismo da direção da União dos Compositores, dominada por figuras mais velhas, mesmo que Rodion Shchedrin, então presidente do órgão, fosse apenas oito anos mais velho que Tukhmanov. Na época, ter pouco mais de 30 anos ainda era visto como sinal de imaturidade.

Apesar disso, a canção começou a ganhar força. Leonid Smetannikov interpretou Den Pobedy na gravação do programa Goluboi Ogoniok na véspera de 9 de maio de 1975. A apresentação gerou uma enxurrada de cartas entusiasmadas, embora tenha sido, por um tempo, a única exibição da música na televisão. Na mesma data, Eduard Labkovski também apresentou a canção pela primeira vez ao lado do Conjunto de Canções e Danças do Exército Vermelho Aleksandrov, no Salão Tchaikovsky. Esse concerto foi transmitido pela Rádio Central da União Soviética, ampliando ainda mais o alcance da canção que, até então, tinha sido subestimada.

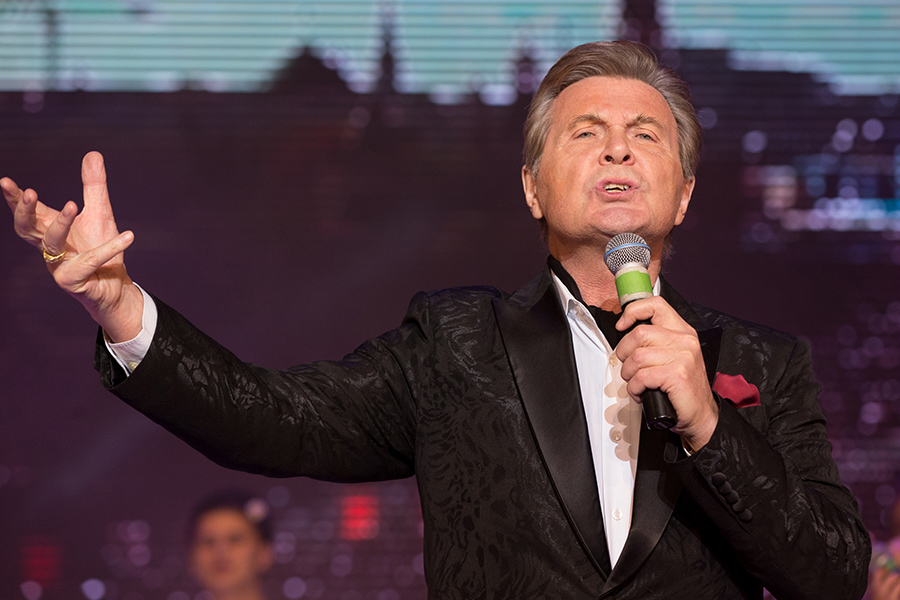
Lev Leshchenko canta Den Pobedy, 2016

Em novembro de 1975, durante um concerto em homenagem ao Dia da Militsiya, Lev Leschenko interpretou Den Pobedy ao vivo na televisão. A recepção do público foi imediata e calorosa, levando-o a cantar a canção novamente como bis. A partir desse momento, Den Pobedy se espalhou por todo o país e passou a ser entoada em diversas ocasiões. A música tornou-se vencedora do festival Pesnya-75, e ao longo de 1976, o Comitê Estatal de Rádio e Televisão (GosTeleradio) recebeu inúmeras cartas pedindo sua reapresentação, o que se concretizou no festival Pesnya-76.
Diversos artistas renomados também interpretaram a canção, entre eles Iosif Kobzon, Muslim Magomaev, Iuri Bogatikov, Iuri Guliaiev e Edita Piekha. A popularidade da música consolidou seu lugar como uma das principais homenagens sonoras à vitória soviética na Grande Guerra Patriótica.
O líder soviético Leonid Brejnev elogiou publicamente a obra. Após um dos desfiles militares na Praça Vermelha, por ocasião do 9 de maio, disse a Vladimir Kharitonov: “Nós não estaremos mais aqui, Volodia, mas o povo continuará a cantar sua canção”. O compositor Vladimir Shainski também declarou: “A canção parece ter feito o tempo voltar. Embora escrita três décadas depois da guerra, parece que foi com ela que vencemos”.
Além da versão original, existe também uma versão polonesa da canção (Dzień Zwycięstwa), traduzida por Viktor Maksimkin e apresentada pelo Conjunto Artístico Central das Forças Armadas da Polônia durante o festival da canção militar em Colberga. Em 1981, foi apresentada uma versão polaco-russa no mesmo festival. Em 2016, Den Pobedy, na voz de Lev Leschenko, foi vencedora do XI Festival Pan-Russo Katiusha, na categoria especial “Estrela da Rússia”, como a melhor canção sobre a Grande Guerra Patriótica.

## Sobre a canção
A frase “festa com cabelos cinzentos, é uma alegria” expressa simultaneamente sentimentos de alegria e orgulho pela resistência, firmeza e coragem do país e dos sobreviventes da guerra, que é percebida como uma ferida, cuja dor e perdas, assim como os cabelos brancos, são irreversíveis. Alguns trechos da canção são utilizados como expressões consagradas.
Em uma pesquisa sociológica realizada em 2015 pela revista Russkiy Reporter, a letra de Den Pobedy ficou em quinto lugar no ranking das linhas poéticas mais populares da Rússia, incluindo tanto clássicos russos quanto internacionais.
A canção menciona o forno Martin como símbolo da indústria pesada, setor de importância vital para a União Soviética durante a Grande Guerra Patriótica.

## Primeiros intérpretes
- 1975 — Tatiana Sashko, esposa do compositor David Tukhmanov.
- 1975, 9 de maio — Leonid Smetannikov: primeira exibição televisiva da canção no programa comemorativo Goluboi Ogoniok.
- 1975, 9 de maio — Eduard Labkovski e o Conjunto de Canções e Danças do Exército Vermelho Aleksandrov: primeira apresentação em concerto, na Sala Tchaikovsky.
- 1975, maio — Conjunto vocal-instrumental Leisia, Pessnia: execução em transmissão de rádio.[3]
- 1975, Lev Leschenko: abril (em Alma-Ata)?;[4] 10 de novembro (em Moscou) — apresentação no concerto dedicado ao Dia da Militsiya; apresentação no festival Pesnya-75. A canção torna-se vencedora dos festivais de 1975 e 1976.
- 1976 — Filme Aty-baty, shli soldaty (Aty-baty, marchavam os soldados).

| День Победы, как он был от нас далёк, Как в костре потухшем таял уголёк. Были вёрсты, обгорелые, в пыли Этот день мы приближали как могли. ПРИПЕВ Этот День Победы Порохом пропах, Это праздник С сединою на висках. Это радость Со слезами на глазах. День Победы! День Победы! Дни и ночи у мартеновских печей Не смыкала наша Родина очей. Дни и ночи битву трудную вели Этот день мы приближали как могли. ПРИПЕВ Здравствуй, мама, возвратились мы не все… Босиком бы пробежаться по росе! Пол-Европы, прошагали, пол-Земли Этот день мы приближали как могли. ПРИПЕВ x 2 | Den Pobedy, kak on byl ot nas dalyok, Kak v kostre potukhshem tayal ugolyok. Byli vyorsty, obgorelye, v pyli Etot den my priblizhali kak mogli. PRIPYEV Etot Den Pobedy Porokhom propakh, Eto prazdnik, S sedinoyu na viskakh. Eto radost So slezami na glazakh. Den Pobedy! Den Pobedy! Dni i notchi u martenovskikh petchey, Ne smykala nasha Rodina otchey. Dni i nochi bitvu trudnuyu veli, Etot den my priblizhali kak mogli. PRIPYEV Zdravstvuy, mama, vozvratilis my ne vse, Bosikom by probezhatsya po rose! Pol-Ievropy proshagali, pol-Zemli Etot den my priblizhali kak mogli. PRIPYEV x 2 | Dia da Vitória, parece-nos tão longe, Como no fogo, uma brasa derretida. Milhas passavam, queimadas na poeira, Fizemos tudo o que podíamos por esse dia. REFRÃO: Este é o Dia da Vitória! Ainda com cheiro de pólvora, É uma festa, Com cabelos cinzentos, É uma alegria, Com lágrimas nos olhos, Dia da Vitória! Dia da Vitória! Dias e noites, com o coração aberto, Nossa pátria não fechou os olhos, Dias e noites, travamos duras batalhas, Fizemos tudo que podíamos por esse dia. REFRÃO Saudações, minha mãe, nem todos voltaram… Quero correr descalço nos orvalhos! Meia Europa, com vigor e metade da Terra, Fizemos tudo que podíamos por esse dia. REFRÃO x 2 |

Canção em MP3, interpretada por Lev Leschenko